# His Bridal Night
Pour plus de détails, voir Fiche technique et Distribution.
His Bridal Night est un film muet américain réalisé par Kenneth S. Webb et sorti en 1919.

## Synopsis
Un imbroglio amoureux entre deux sœurs qui aiment leurs fiancés...

## Fiche technique
- Titre : His Bridal Night
- Réalisation : Kenneth S. Webb
- Scénario : Kathryn Stuart, d'après une pièce de Lawrence Irving Rising
- Chef opérateur : George J. Folsey, Jacques Montéran
- Production et distribution : Select Pictures Corporation
- Genre : Comédie, Film romantique
- Durée : 50 minutes
- Dates de sortie :
  -  États-Unis : 14 juillet 1919

## Distribution
- Alice Brady : Vi/Tiny Playfair
- James Crane : Lent Trevett
- Edward Earle : Joe Damorel
- Daniel Pennell : Algernon
- Daisy Belmore : Tante Julie
- Mrs Stuart Robson : Sloan